# Ernst Stötzner
Ernst Stötzner (ur. 1952 we Frankfurcie nad Menem) – niemiecki aktor filmowy i telewizyjny.

## Wybrana filmografia

### Filmy fabularne
- 1983: Wróg klasowy (Klassen Feind) jako Fetzer
- 1989: Pajęcza sieć (Das Spinnennetz) jako Günter
- 1992: Business with Friends (TV) jako Thiele
- 1992: Nie wieder schlafen jako oskarżony
- 1995: Underground jako Franz
- 1996: Bila jednom jedna zemlja jako Franz
- 1998: Der Menschenfeind jako Oronte
- 2000: Die Einsamkeit der Krokodile jako Helmut
- 2000: Wolfsheim jako Herold
- 2002: Der Narr und seine Frau heute Abend in Pancomedia (TV) jako Vittorio
- 2003: Familienkreise (TV) jako kolega Annemarie
- 2003: Die Klasse von '99 – Schule war gestern, Leben ist jetzt jako Kellenter
- 2004: Zwischen Nacht und Tag jako Paul
- 2004: Engelchen flieg (TV) jako Verleger Kunze
- 2004: Käthchens Traum (TV) jako Theo Friedeborn
- 2004: Das Schwalbennest (TV) jako Nestor
- 2005: Solo für Schwarz – Tod im See (TV) jako Ludger Zens
- 2006: Klimt jako minister Hartl
- 2006: Ein Dichter in der Familie jako Hans Krause
- 2007: Contergan (TV) jako dr Lange
- 2008: Przepowiednia końca (Das Papstattentat, TV) jako Otto Zehender
- 2009: This Is Love jako Jörg
- 2010: Die kommenden Tage jako Walter Kuper
- 2011: Hannah Mangold & Lucy Palm (TV) jako dr Weissdorn
- 2011: Fenster zum Sommer jako Makler Kupferschmidt
- 2012: Dom na weekend (Was bleibt) jako Günter Heidtmann
- 2012: Mittlere Reife (TV) jako Daniel Kaustinger
- 2012: Kreutzer kommt ... ins Krankenhaus (TV) jako Holger Wissel
- 2013: Moje siostry (Meine Schwestern) jako Daniel
- 2013: Uferlos! (TV) jako dr Reinhard Steckel
- 2013: Stiller Sommer jako Herbert
- 2014: Alles Verbrecher: Eiskalte Liebe jako Volker Quabeck
- 2014: Die Zeit mit Euch (TV) jako Klaus Lichtenhagen
- 2015: Tiefe Wunden (TV) jako Elard Kaltensee
- 2015: Alles Verbrecher: Leiche im Keller (TV) jako Volker Quabeck
- 2015: Becks letzter Sommer jako rektor Dieter Heym
- 2015: Jack jako Neumann
- 2015: Die Mutter des Mörders (TV) jako komisarz Simon
- 2016: Alone in Berlin jako Head Walter
- 2016: Frantz jako dr Hans Hoffmeister
- 2016: Wunschkinder (TV) jako Wolfgang
- 2016: Mutter reicht's jetzt jako Karl Weller
- 2017: Zwei Bauern und kein Land (TV) jako Johannes Becker
- 2018: Opa wird Papa (TV) jako Anton

### Seriale TV
- 2000–2001: Die Motorrad-Cops: Hart am Limit jako Karl Merker
- 2003: Miejsce zbrodni: Der schwarze Troll jako prof. Winter
- 2004: Miejsce zbrodni: Heimspiel jako Klaus Gerlitz
- 1998: Bella Block jako Max Von Holt
- 2014: Kommissar Dupin – Bretonische Verhältnisse jako Frédéric Beauvois
- 2014: Pątniczka (Die Pilgerin) jako Vater Thomas
- 2014: Bella Block jako Thomas Maasen
- 2014–2018: Helen Dorn jako Richard Dorn
- 2015: Die Himmelsleiter jako Adam Roth
- 2017: Charité jako Rudolf Virchow
- 2013: Miejsce zbrodni: Allmächtig jako Pfarrer Fruhmann
- 2017: Babilon Berlin jako gen. Seegers
- 2017: Miejsce zbrodni: Der wüste Gobi jako prof. Martin Eisler
- 2017: Miejsce zbrodni: Der Fall Holdt jako Christian Rebenow